# Juan Miguel Echevarría
Juan Miguel Echevarría (Camagüey, 11 augustus 1998) is een Cubaanse atleet, die gespecialiseerd is in het verspringen. Hij werd eenmaal wereldindoorkampioen.

## Biografie
Echevarría nam in 2015 deel aan de wereldkampioenschappen U18 in Cali. Hij werd vierde in de finale. Het jaar nadien werd hij op de wereldkampioenschappen U20 in Echevarría vijfde. In 2017 nam hij deel aan de wereldkampioenschappen in Londen. Hij werd met 7,86 m vijftiende in de kwalificaties.
Begin 2018 werd Echevarría met een persoonlijk record van 8,46 m wereldindoorkampioen verspringen. Tijdens de Diamond League meeting van Stockholm in juni dat jaar sprong hij met een te grote rugwind van 2,1 m/s naar 8,83 m. Tijdens de IAAF World Challenge in het Tsjechische Ostrava sprong hij met 8,66 m naar een beste wereldjaarprestatie. Eind juni verbeterde hij zich in Bad Langensalza naar 8,68 m.

## Internationale kampioenschappen
| Onderdeel   | Titel                       | Jaar |
| ----------- | --------------------------- | ---- |
| verspringen | wereldindoorkampioen        | 2018 |
| verspringen | Pan-Amerikaans kampioen U20 | 2015 |

## Persoonlijke records
outdoor
| Onderdeel   | Prestatie | Wind     | Datum        | Plaats          |
| ----------- | --------- | -------- | ------------ | --------------- |
| verspringen | 8,68 m    | +1,7 m/s | 30 juni 2018 | Bad Langensalza |

indoor
| Onderdeel   | Prestatie | Datum        | Plaats     |
| ----------- | --------- | ------------ | ---------- |
| verspringen | 8,46 m    | 2 maart 2018 | Birmingham |

## Palmares
verspringen
- 2015: 4e WK U18 te Cali - 7,69 m
- 2015:  Pan-Amerikaanse Spelen U20 te Edmonton - 7,76 m
- 2016: 5e WK U20 te Bydgoszcz - 7,78 m
- 2017: 15e kwalificaties WK te Londen - 7,86 m
- 2018:  WK indoor te Birmingham - 8,46 m
- 2018  Diamond League meeting Stockholm - 8,83 m (w)